# Пуи-Роклор
Пуи́-Рокло́р (фр. Pouy-Roquelaure) — коммуна во Франции, находится в регионе Юг — Пиренеи. Департамент — Жер. Входит в состав кантона Лектур. Округ коммуны — Кондом.
Код INSEE коммуны — 32328.

## География

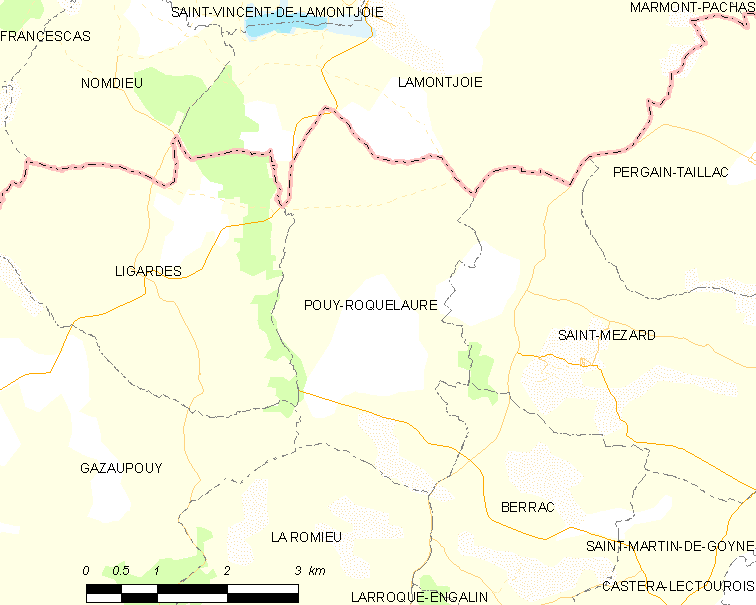
Карта коммуны

Коммуна расположена приблизительно в 560 км к югу от Парижа, в 90 км северо-западнее Тулузы, в 45 км к северу от Оша.
На западе коммуны протекает река Малый Овиньон.

## Климат
Климат умеренно-океанический. Лето жаркое и немного дождливое, температура часто превышает 35 °С. Зимой часто бывает отрицательная температура и ночные заморозки. Годовое количество осадков — 700—900 мм.

## Население
Население коммуны на 2010 год составляло 139 человек.
| 1962 | 1968 | 1975 | 1982 | 1990 | 1999 | 2010 |
| ---- | ---- | ---- | ---- | ---- | ---- | ---- |
| 168  | 141  | 128  | 139  | 152  | 137  | 139  |

## Администрация
| Период | Период | Фамилия         | Партия | Примечания |
| ------ | ------ | --------------- | ------ | ---------- |
| 2001   | 2008   | Марио Даль Зово |        |            |
| 2008   | 2014   | Бертран Стьер   |        |            |
| 2014   | 2020   | Клер Бользер    |        |            |

## Экономика
В 2010 году среди 97 человек трудоспособного возраста (15-64 лет) 62 были экономически активными, 35 — неактивными (показатель активности — 63,9 %, в 1999 году было 65,1 %). Из 62 активных жителей работали 61 человек (36 мужчин и 25 женщин), безработной была 1 женщина. Среди 35 неактивных 5 человек были учениками или студентами, 9 — пенсионерами, 21 были неактивными по другим причинам.

## Достопримечательности
- Церковь Свв. Фабиана и Себастьяна в неоготическом стиле (XIX век)
- Часовня Св. Марии Магдалины